# Albert O. Hirschman
Albert Otto Hirschman (nacido como Otto-Albert Hirschmann; Berlín, Imperio alemán, 7 de abril de 1915 - 10 de diciembre de 2012) fue un destacado economista y científico social, autor de varios libros sobre economía política. Estudió Economía en la London School of Economics, en la HEC Paris, en la Universidad de París y en la Universidad de Trieste.

## Biografía
Tuvo una vida agitada y marcada por la guerra: en 1933 —con el ascenso de Hitler— huyó a París, donde conoció una gran cantidad de refugiados políticos y grandes pensadores. Cuando se produjo el golpe de Estado a la República Española, se alistó inmediatamente para combatir en el bando republicano con las Brigadas Internacionales.
Posteriormente se exilió a Italia, para realizar un doctorado en Economía en Trieste y donde participó activamente en la acogida de refugiados y en su traslado hacia Francia. Más tarde, a causa de las políticas antisemitas de Mussolini, tuvo que exiliarse nuevamente a París.
Después de 1939, se unió al frente de los aliados para combatir el avance fascista en Europa; primero participó en el frente francés y luego en el frente estadounidense, en ambos casos lo hizo como extranjero.
Su primer empleo real como economista fue para la Junta de la Reserva Federal, sobre el Plan Marshall y la reconstrucción europea. Y en 1952, por temor a una purga en la Administración pública estadounidense, decide emigrar a Colombia junto a su esposa e hijas, donde según él, adquirió un punto de vista.
Para este entonces comienza la latinoamericanización de Hirschman y su reinvención: no era un pensador ortodoxo, desafiaba la categorización y sacaba lo mejor de sí en los momentos de mayor presión. Pero fue el encuentro con los retos del desarrollo del capitalismo y la democracia en América Latina lo que liberó su imaginación (Jeremy Adelman, 2013).
Sus trabajos en América Latina alimentaron su pensamiento innovador y produjo dos de sus principales obras: La estrategia del desarrollo económico (1958) y Viajes hacia el progreso (1963), obras y trabajo que lo catapultaron a las principales escuelas de economía de Estados Unidos.
Fue escéptico a las teorías de la dependencia desarrolladas por los pensadores estructuralistas. En los años 60 instó a los pensadores latinoamericanos a superar el pesimismo, lo mismo hizo con los pensadores estadounidenses en los 80. Entre estos años escribió Las pasiones y los intereses: argumentos políticos a favor del capitalismo antes de su triunfo (1977), en el que insistía en las formas alternativas de pensar los mercados y la política, formas más humanas, creativas y más liberadoras que los esquemas producto de insensibles defensores y críticos del capitalismo. (Jeremy Adelman, 2013).
En su búsqueda por una alternativa a las teorías de desarrollo equilibrado decidió profundizar los estudios de la naturaleza y el comportamiento humanos, se sumerge en el psicoanálisis y la filosofía para entender mejor estas acciones e interacciones humanas, de esta manera enriquece su visión cada vez más centrada en el subdesarrollo como resultado de una escasa habilidad para tomar decisiones y realizar actividades cooperativas para el desarrollo en vez de la escasez de un factor específico o la subutilización del capital; expresa que “la verdadera escasez en los países subdesarrollados no es de los recursos mismos, sino de la habilidad de ponerlos en juego” (Hirschman, 1958). En 1977 publica una de sus obras más conocidas internacionalmente, Salida, voz y lealtad (1977), un clásico de la ciencia política y la economía; esta obra abrió una veta novedosa para el estudio de las respuestas humanas a los cambios en entornos económicos, políticos y organizacionales.
Albert O. Hirchsman marcó la economía del desarrollo defendiendo el equilibrio desbalanceado, consideraba desacertadas las teorías de Rosenstein-Rodan y Nurske relacionadas con la necesidad de un gran empujón para romper el círculo vicioso del subdesarrollo, resultado de un importante flujo de capital; ya que estas ignoraban el proceso asociado al desarrollo y buscaba superponer una estructura industrial sobre el sector tradicional.
Prestó especial atención a los aspectos micro, lo que lo llevó a pensar que la planificación de arriba hacia abajo y el diseño tenían pocas posibilidades de éxito. Consideraba primordial el conocimiento, las creencias, las expectativas y la experiencia de la población local que, si no se incorporaban en los proyectos de inversión, las políticas públicas sin participación alguna de esa población, tendrían poco apoyo público e incrementarían la sensación de frustración asociada con ensayos frustrados de desarrollo. Se enfocó en el debate democrático y en la interacción entre la esfera privada y la pública, entra la economía y la política.
Hirschman consideraba que el problema de desarrollo radica en la falta de capacidad de tomar decisiones para encontrar, reubicar y mezclar factores existentes. En lugar de un gran plan parecía necesario descomponerlo en pequeños pasos, concentrándose en el proceso, en la dinámica del desarrollo en vez del punto final. En consecuencia, favorecía las soluciones secuenciales y desconfiaba de los modelos únicos prefiriendo la inversión en proyectos específicos. (Alacevich, 2009).
Tuvo una visión crítica de los expertos internacionales, a los cuales se había visto como indispensables para los planes de desarrollo ya que al ser extranjeros se creía que sus ideas y actitudes no eran el producto de condiciones de subdesarrollo y por consiguiente tenían las habilidades cognitivas e intelectuales para entender todas las dimensiones del problema. Para Hirschman, al contrario, su limitado conocimiento de las circunstancias locales les impedía ver oportunidades y utilizar el conocimiento y las habilidades locales: en vez de ver obstáculos y deficiencias en las condiciones y la población local.
En Estrategia para el desarrollo (1958) recoge las reflexiones sobre su experiencia en Colombia, permitiendo ver no solo su visión general del desarrollo sino su apoyo a proyectos como el de Acerías Paz del Río que, a pesar de los problemas de localización y sobrecostos del proyecto, Hirschman consideraba que el cambio estructural necesario para encaminar al país hacia el crecimiento empezaba con proyectos específicos y no con un gran empujón, con eslabonamientos hacia adelante y hacia atrás. Así, este tipo de proyectos podría inducir decisiones fomentando el incremento en la demanda de algún producto mediante una disponibilidad creciente de otro. Se buscaría entonces crear necesidades por medio de la inversión en un sector específico promoviendo nuevos eslabonamientos y generando soluciones secuenciales. Lo que hacía falta entonces era el poder de decisión para inducir las decisiones e inversiones necesarias para crear esos eslabonamientos.
En 1991 publicó The Rhetoric of Reaction: Perversity, Futility, Jeopardy (Retóricas de la intransigencia, México: FCE, 1991), un libro que estiliza la retórica del conservadurismo en oposición al cambio social.

## Obras
- 1945. National Power and the Structure of Foreign Trade. 1980 expanded ed., Berkeley: University of California Press.[2]
- 1955. Colombia; highlights of a developing economy. Bogotá: Banco de la Republica Press.
- 1958. The Strategy of Economic Development. New Haven, Conn.: Yale University Press. ISBN 0-300-00559-8. Ed. en español: 1981. La estrategia del desarrollo económico. México, D.F.: Fondo de Cultura Económica. ISBN 9789681607869.
- 1961. Latin American issues; essays and comments New York: Twentieth Century Fund.
- 1963. Journeys toward Progress: Studies of Economic Policy-Making in Latin America. New York: Twentieth Century Fund.
- 1967. Development Projects Observed. Washington D. C.: The Brookings Institution. ISBN 0-815-73651-7 (paper).
- 1970. Exit, Voice, and Loyalty: Responses to Decline in Firms, Organizations, and States. Cambridge, Massachusetts: Harvard University Press. ISBN 0-674-27660-4 (paper). Ed. en español: 1977. Salida, voz y lealtad: respuestas al deterioro de empresas, organizaciones y estados. México, D.F.: Fondo de Cultura Económica. ISBN 9789990186086.
- 1971. A Bias for Hope: Essays on Development and Latin America. New Haven: Yale University Press.
- 1977. The Passions and the Interests: Political Arguments For Capitalism Before Its Triumph. Princeton, NJ: Princeton University Press. ISBN 0-691-01598-8. Eds. en español: 1978. Las pasiones y los intereses: argumentos politicos en favor del capitalismo antes de su triunfo. México, D.F.: Fondo de Cultura Económica. ISBN 9789681601720; 2014. Las pasiones y los intereses: argumentos políticos en favor del capitalismo previos a su triunfo. Madrid: Capitán Swing, prólogo de Amartya Sen. ISBN 9788494221309.
- 1980. National Power and the Structure of Foreign Trade. Berkeley: University of California Press.
- 1981. Essays in trespassing: economics to politics and beyond. Cambridge (Eng.); New York: Cambridge University Press.
- 1982. Shifting involvements: private interest and public action. Princeton, N.J.: Princeton University Press. Ed. en español: 1986. Interés privado y acción pública. México, D.F.: Fondo de Cultura Económica. ISBN 9789681621636.
- 1984. Getting ahead collectively: grassroots experiences in Latin America (with photographs by Mitchell Denburg). New York: Pergamon Press.
- 1985. A bias for hope: essays on development and Latin America. Boulder: Westview Press.
- 1986. Rival views of market society and other recent essays. New York: Viking. Ed. en español: 1989. Enfoques alternativos sobre la sociedad de mercado y otros ensayos más recientes. México, D.F.: Fondo de Cultura Económica. ISBN 9789681631130.
- 1991. The Rhetoric of Reaction: Perversity, Futility, Jeopardy. Cambridge, Massachusetts: The Belknap Press of Harvard University Press. Eds. en español: Retóricas de la intransigencia. México, D.F.: Fondo de Cultura Económica. ISBN 9789681635633; 2020. La retórica reaccionaria. Madrid: Clave Intelectual, estudio introductorio de Joaquín Estefanía. ISBN 978-84-122800-1-2.
- 1995. A propensity to self-subversion. Cambridge, Massachusetts: Harvard University Press. Ed. en español: 1996. Tendencias autosubversivas: ensayos. México, D.F.: Fondo de Cultura Económica. ISBN 9789681646974.
- 1998. Crossing boundaries: selected writings. New York: Zone Books; Cambridge, Massachusetts: Distributed by the MIT Press.
- 2013. Worldly Philosopher: The Odyssey of Albert O. Hirschman  by Jeremy Adelman. ISBN 9780691155678. Princeton University Press. Princeton, NJ (2013).
- 2013. The Essential Hirschman edited by Jeremy Adelman (Princeton University Press) 384 pages; 16 essays.